# Déjame vivir
Déjame vivir es una telenovela mexicana dirigida por el director de cine Rafael Banquells, producida por Valentín Pimstein para la cadena Televisa, emitida por El Canal de las Estrellas entre el 22 de marzo y el 12 de noviembre de 1982. Está protagonizada por Daniela Romo y Gregorio Casal, con las participaciones antagónicas de Beatriz Aguirre y Elizabeth Dupeyrón, y las actuaciones estelares de Macaria, Servando Manzetti, Lilia Aragón, Rubén Rojo, Magda Karina, Maricruz Nájera, José Elías Moreno, así como la presentación en televisión mexicana de José Reymundi.

## Argumento
Estrella es una humilde joven que lucha por sacar adelante a su familia, compuesta por su hermano menor, muy apegado a ella; su hermana adolescente y muy ambiciosa; y su padre prácticamente ausente. La joven es la modista de la altiva Graciela, una dama de clase alta quien contrata a la atractiva muchacha para confeccionar sus vestidos. Para ello va frecuentemente a su casa a tomarle las medidas y en una de esas visitas conoce a Enrique el hijo de Graciela quien inmediatamente se siente atraído por ella. Enrique comienza una relación con Estrella, pero Graciela se interpone, ya que no permitirá que su hijo se enamore de una "costurera". Y así Estrella y Enrique deberán luchar por su relación y para que la malvada Graciela, de una vez por todas, los "deje vivir".

## Elenco
- Daniela Romo - Estrella
- Gregorio Casal† - Enrique
- Beatriz Aguirre† - Graciela
- Elizabeth Dupeyrón - Gilda Echaide
- Servando Manzetti - Gustavo
- José Reymundi - Germán "El Duque"
- Macaria - Yolanda
- Rosalba Brambila - Nina
- Rubén Rojo† - Nicolás
- Rodolfo Gómez Lora - Tomasito
- Lilia Aragón - Dalia
- Magda Karina - Mercedes
- Maricruz Nájera - Josefina
- José Elías Moreno - Rafael
- Lucero Lander - Gilda
- Juan Verduzco - Quino
- Porfirio Baz - Gerardo

## Versiones
- Déjame vivir es un remake de la telenovela venezolana Cristina realizada en 1970  por la extinta RCTV, protagonizada por Marina Baura y Raúl Amundaray, la cual está basada en la radionovela La virgen del cerro de Inés Rodena.